# François Kugel
| 342372 Titia | 25 ottobre 2008 |

François Kugel (1959) è un astronomo francese.
Il Minor Planet Center gli accredita le scoperte di 408 asteroidi, effettuate tutte tra il 2007 e il 2011, in parte effettuate in collaborazione con Claudine Rinner. 
Gli è stato dedicato l'asteroide 120375 Kugel..